# Xylethrus perlatus
Xylethrus perlatus là một loài nhện trong họ Araneidae.
Loài này thuộc chi Xylethrus. Xylethrus perlatus được Eugène Simon miêu tả năm 1895.